# Чжан Цянь
Чжан Цянь (кит. трад. 張騫, упр. 张骞, пиньинь Zhāng Qiān; ум. в 114 г. до н. э.) — китайский путешественник и дипломат, чьи исторические сведения о народах, населявших Среднюю Азию во II веке до н. э., изложены Сыма Цянем в тексте «Ши цзи» («Исторические записки»), в главе «Повествование о Давань».

## Путешествия Чжан Цяня
Уроженец Чэнгу. Между 140 и 135 годом до н. э. стал чиновником, получив должность лана (郎). В 138 г. до н. э. он был направлен (сочтён подходящим послом) ханьским императором У-ди на запад для установления союза с юэчжами против степняков хунну. Цянь отличался физической крепостью и силой. Внушал доверие людям обходительностью, умел находить общий язык с инородцами. Поскольку ехать надо было через земли враждебных хунну, вместе с Цянем был отправлен Танъи (堂邑, в некоторых вариантах Гань — 故) Ганьфу (甘父), который был хуннским рабом. Танъи был «северным варваром» и отлично стрелял из лука, что позволяло ему добывать пищу охотой на птиц и зверей. В посольстве было свыше ста человек. 

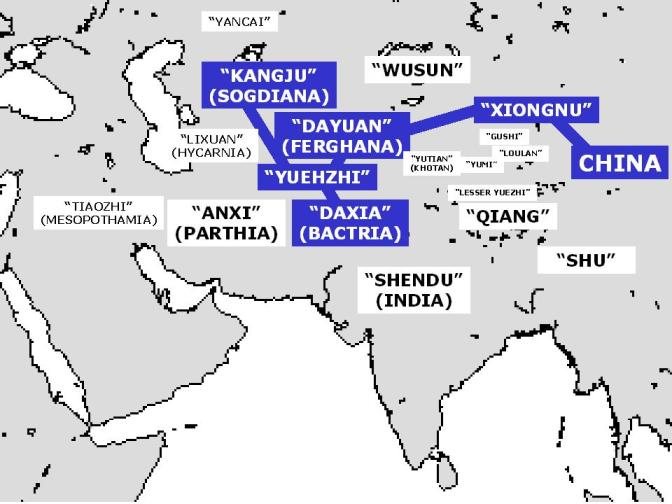
Карта путешествия Чжан Цяня

Посольство выехало из области Лунси (隴西, 35°05′N 104°39′E) и вскоре было захвачено хуннами и отправлено к шаньюю (главе хуннов) Цзюньчэню. Шаньюй заявил, что посольство не может направиться на север к юэчжам (月氏在吾北, хотя юэчжи были на западе), так как Хань не пропустит хуннских послов в Юэ, что на юге. Шаньюй задержал послов на десять лет. Он дал Цяню жену-хуннку, которая родила ему сына. Цяню удалось сохранить верительную бирку посла. Пользуясь относительной свободой, Цянь бежал вместе с семьёй и челядью и через несколько десятков дней достиг Даюани. Там были наслышаны о богатстве Хань и уже хотели открыть сообщение, но не могли. Цянь посоветовал даюаньскому царю (王) дать посольству сопровождающих, и тогда Цянь вернётся в Хань и обратно привезёт богатейшие дары. Царь обрадовался и отправил Цяня с сопровождающими по почтовым станциям (разночтения «繹» порядок(?) или «驛» почтовая станция) в Кангюй. Оттуда посольство было направлено к Великим Юэчжам (大月氏) в Фараруд. В это время там правил малолетний наследник убитого хуннами юэчжийского царя (сведения Сыма Цянь) либо его мать царица (сведения Хань Шу). Юэчжи тогда вторглись в Дася (大夏), то есть Бактрию; в тех землях юэчжи жили привольно и богато, не опасаясь набегов, и забыли о войне с хунну. Поэтому попытки Цяня заключить союз не имели успеха.
Через год в Бактрии Цянь выехал в Хань через Наньшань и, соответственно, землю цянов и малых юэчжей, а не хунну. Но хунну перехватили его. Через год, в 126 году до н. э. умер шаньюй Цзюньчэнь, его сын Юйдань (или Юйби) был свергнут дядей Ичжисе. Пока хунну сражались в междоусобной войне, Чжан Цянь с женой-хуннкой и проводником Танъи Фу (堂邑父) вернулся в Китай. Чжан Цянь был повышен до тайчжун дайфу (太中大夫), а Танъи Фу стал особым государевым посланцем (奉使君). Из более чем ста выехавших с Цянем вернулись двое: он и Танъи (не считая новой семьи Цяня). Посольство привезло в Китай сведения о том, что в Центральной Азии есть множество стран.
В докладе императору Цянь написал, что обнаружил в Бактрии посохи из Сычуани, которые были привезены туда через Индию. В практическом плане это означало возможность проложения торгового маршрута не через земли хунну или цянов, а из Чэнду в восточную Индию, то есть южный путь. Император осознал, что если склонить юэчжей и канцзюй на свою сторону, можно значительно увеличить империю за счёт присоединения Западных стран.
В 123 году до н. э. Цянь был назначен сяовэем (старший офицер) в армию Вэй Цина, направленную против хунну. Цянь, знавший местность, успешно нашёл места с травой и водой. За это Цянь получил титул Бован-хоу (博望侯), но из документов неясно, с землями или без.
В 122 году до н. э. Цянь должен был сопровождать армию генерала Ли. Армия попала в окружение, и хунну перебили многих, но Цянь опоздал и не участвовал в битве. Ему полагалась казнь, но он лишился титула вместо головы. В конечном итоге император простил Цяня. Цянь подал императору совет заручиться поддержкой усуней против хунну.
В 117 году до н. э. У-ди направил Чжан Цяня с новой миссией, на этот раз в землю усуней, населявших бассейн реки Или. В посольстве было 300 человек, 600 лошадей, 10 000 быков и баранов, огромное количество денег и шёлка. От усуней послы должны были разъехаться по другим странам. Своего помощника Чжан Цянь отправил в Кангюй и соседние с ним земли (Бактрия, Согдиана). Гуньмо (титул, а не имя правителя усуней) принял Цяня как шаньюй (а не как вассал) без поклона, но Цянь сказал, что за подарки следует поклониться, и гуньмо поклонился. Цянь пообещал, что если усуни переселятся на запад и будут прикрывать Хань от хунну, то У-ди даст принцессу в супруги гуньмо. Но знать усуней отказалась переселяться. Цянь нашел, что усуни разделены на три партии по 10 000 воинов: партию старого гуньмо, партию его сына Далу (大祿) и партию наследника, внука гуньмо малолетнего Цэньцюя (岑娶). Всё же удалось уговорить усуней отправить посольство в Хань для уяснения обстановки.
Вернувшись, Цянь стал дасином (大行) и вошёл в состав 9 важнейших чиновников империи. В 113 году до н. э., проведя год с небольшим на родине, он умер.
Историческое значение путешествий Чжан Цяня трудно переоценить. Ему удалось собрать сведения о Парфии и Индии, установить дипломатические связи между Китаем и эллинистическими государствами Азии. Благодаря его путешествиям в Китай были принесены виноград и люцерна, а со временем наладилась торговля по Великому шёлковому пути.
Чжан Цянь изображен в У Шуан Пу (無雙譜, Таблица несравненных героев) Цзинь Гуляна.

## Примечания

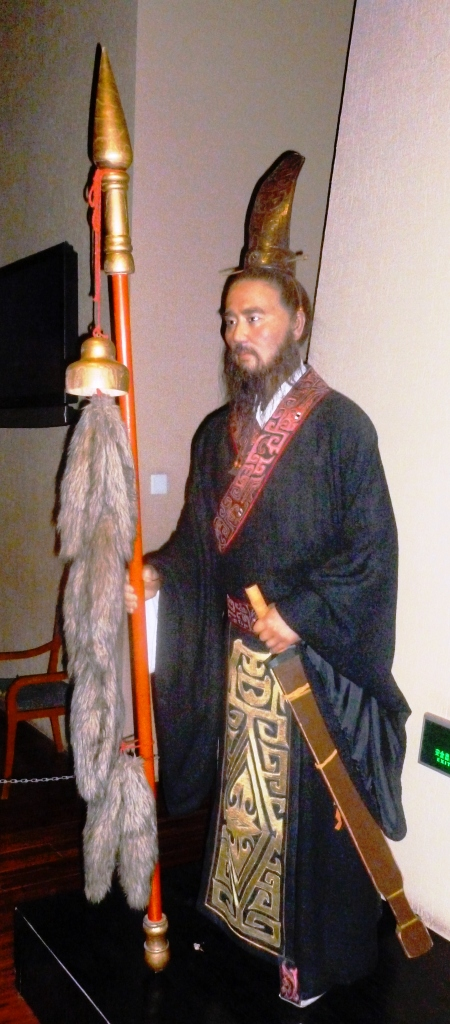
Статуя Чжан Цяня в Историческом музее провинции Шаньси, Сиань